# クラーク郡 (ジョージア州)
クラーク郡（英: Clarke County）は、アメリカ合衆国ジョージア州の郡である。人口は12万8671人（2020年）。郡庁所在地はアセンズであり、アセンズとクラーク郡は統合市郡を構成している。
クラーク郡はアセンズ・クラーク郡都市圏の中核である。

## 歴史
クラーク郡は1801年12月5日にジョージア州議会の法により設立された。郡名はアメリカ独立戦争の英雄エリジャー・クラークに因んで名付けられた。クラーク大佐は1779年にウィルクス郡で起きたケトルクリークの戦いでの勝利に重要な役割を果たした。アセンズ市のブロード通りには、アメリカ独立戦争の娘たちエリジャー・クラーク支部が建てた記念碑がある。当初の郡域はジャクソン郡から分離し、広さは250平方マイル (647.5 km2) あった。
19世紀に郡人口が増加してくると、綿花を中心とする農業が栄えた。隣接するプランテーションで収穫されたものが町の加工所に流れた。1841年にアセンズに鉄道が開通した後は特に、繊維産業が主要産業になった。1840年代の製造業への投資額は、サバンナ市のあるチャタム郡に次いで多かった。
南北戦争の1864年、郡内で2つの小戦闘が起きた。1つはバーバー・クリークの近くで、もう1つはミッチェル道路近くでだった。同年5月29日、アセンズ市が北軍に占領され、憲兵司令官が支配した。1864年12月までに軍事支配は終わったが、1866年初期まで軍隊が留まっていた。
1801年、クラーク郡郡政委員会がワトキンスビル（現在はオコニー郡）を郡庁所在地に選んだ。1871年11月24日、郡庁所在地がアセンズ市に移され、郡庁舎や監獄を含めすべての郡事務所が移転した。郡政委員会の会合は旧アセンズ市役所で開催されていたが、1876年に新しい郡庁舎が建設された。現庁舎は1914年に建設されたものである。
1875年2月12日、郡庁所在地がアセンズに移されたことに対する苦情に応える形で、州議会が郡南西部からオコニー郡を創設し、ワトキンスビルをその郡庁所在地にした。クラーク郡は人口の3分の1と陸地面積の5分の3を減らした。
議会によって「道路と歳入の委員」の役職が作られ、これが現在の郡政委員会と呼ばれるものになった。州の外郭機関として、福祉と健康の計画を実行し、道路を建設維持し、裁判所を運営することになった。
1973年3月29日、ジョージア州議会が郡政委員を3人から5人に増員し、また郡管理官も追加した。
1990年、郡民の投票でアセンズ市とクラーク郡の統合を承認し、コロンバス市・マスコギー郡に次いで州内2つ目の統合市郡になった。

## 地理
アメリカ合衆国国勢調査局に拠れば、郡域全面積は121.28平方マイル (314.1 km2)であり、このうち陸地120.79平方マイル (312.8 km2)、水域は0.49平方マイル (1.3 km2)で水域率は0.40%である。
クラーク郡は北緯33度57分20秒 西経83度23分00秒 / 北緯33.955464度 西経83.383245度座標: 北緯33度57分20秒 西経83度23分00秒 / 北緯33.955464度 西経83.383245度に位置する。

### 主要高規格道路

#### アメリカ国道
- アメリカ国道29号線
- アメリカ国道78号線
- アメリカ国道78号線産業道路（アセンズ）
- アメリカ国道129号線
- アメリカ国道441号線

#### ジョージア州道
- ジョージア州道8号線
- ジョージア州道10号線
- ジョージア州道10号線環状路
- ジョージア州道15号線
- ジョージア州道15号線代替路
- ジョージア州道72号線
- ジョージア州道422号線

### 隣接する郡
- マディソン郡 - 北東
- オグルソープ郡 - 東、南東
- オコニー郡 - 南、南西
- バロウ郡 - 西
- ジャクソン郡 - 北西

## 人口動態
以下は2000年国勢調査による人口統計データである。
| 基礎データ - 人口: 101,489人 - 世帯数: 39,706 世帯 - 家族数: 16,694 家族 - 人口密度: 324人/km2（840人/mi2） - 住居数: 42,126軒 - 住居密度: 135軒/km2（349軒/mi2） 人種別人口構成 - 白人: 64.89% - アフリカン・アメリカン: 27.25% - ネイティブ・アメリカン: 0.21% - アジア人: 3.13% - 太平洋諸島系: 0.04% - その他の人種: 3.08% - 混血: 1.41% - ヒスパニック・ラテン系: 6.34% 年齢別人口構成 - 18歳未満: 17.8% - 18-24歳: 31.3% - 25-44歳: 27.4% - 45-64歳: 15.4% - 65歳以上: 8.1% - 年齢の中央値: 25歳 - 性比（女性100人あたり男性の人口） - 総人口: 95.3 - 18歳以上: 93.2 | 世帯と家族（対世帯数） - 18歳未満の子供がいる: 22.5% - 結婚・同居している夫婦: 32.6% - 未婚・離婚・死別女性が世帯主: 13.3% - 非家族世帯: 50.4% - 単身世帯: 29.7% - 65歳以上の老人1人暮らし: 5.8% - 平均構成人数 - 世帯: 2.35人 - 家族: 2.95人 収入と家計（2008年） - 収入の中央値 - 家族: 36,039米ドル米ドル - 性別 - 男性: 30,482米ドル - 女性: 23,069米ドル - 人口1人あたり収入: 20,948米ドル - 貧困線以下 - 対人口: 32.2% シティデータの「貧困な生活を送る住民比率が高い都市101」の中で第4位になった。 |

## 都市と町
- アセンズ - 郡庁所在地
- ウィンタービル（統合市郡から除外）
- ボガート（大部分はオコニー郡、統合市郡から除外）